# Мяр'ямааський район
Мя́р'ямааський райо́н (ест. Märjamaa rajoon, рос. Мярьямааский район) — адміністративно-територіальна одиниця Естонської РСР з 26 вересня 1950 до 21 грудня 1962 року.

## Географічні дані
Площа району станом на 1955 рік — 955,9 км2, чисельність населення на 15 січня 1959 року становила 14 253 особи.
Адміністративний центр — селище міського типу Мяр'ямаа.

## Історія
26 вересня 1950 року в процесі скасування в Естонській РСР повітового та волосного адміністративного поділу утворено Мяр'ямааський сільський район, який безпосередньо підпорядковувався республіканським органам. До складу новоутвореного району ввійшли селище міського типу Мяр'ямаа як адміністративний центр та 11 сільських рад: Алакюласька, Вайкнаська, Кулламааська, Леевреська, Лійвіська, Мяр'ямааська, Паекюласька, Пилліська, Руссалуська, Сіпаська, Теенузеська.
Після прийняття 3 травня 1952 року рішення про поділ Естонської РСР на три області Мяр'ямааський район включений до складу Пярнуської області. Проте вже 28 квітня 1953 року області в Естонській РСР були скасовані і в республіці знов повернулися до республіканського підпорядкування районів.
20 березня 1954 року відбулася зміна кордонів між районами Естонської РСР, зокрема Мяр'ямааський район отримав 34,68 га земель від Гаапсалуського та 40 га від Лігуласького районів, зі свого боку район передав 104,02 га Кейлаському району.
17 червня 1954 року розпочато в Естонській РСР укрупнення сільських рад, після чого в Мяр'ямааському районі замість 11 залишилися 5 сільрад: Алакюласька, Вайкнаська, Варболаська, Кулламааська та Мяр'ямааська.
24 січня 1959 року до Мяр'ямааського району приєднано Ківі-Віґалаську, Віґалаську й Велізеську сільські ради від скасованого Пярну-Яаґупіського району.
3 вересня 1960 року в Мяр'ямааському районі ліквідовано 2 сільради: територія Алакюласької приєднана до Мяр'ямааської сільради, а Ківі-Віґаласької — до Віґаласької. Також у цей день Вайкнаська сільська рада перейменована в Лооднаську.
21 грудня 1962 року скасовано Мяр'ямааський район, а його територія поділена між Раплаським районом (міське селище Мяр'ямаа та Варболаська, Велізеська, Віґаласька, Лооднаська й Мяр'ямааська сільські ради) та Гаапсалуським районом (Кулламааська сільська рада).

## Адміністративні одиниці
| Назва                | 1950                 | 1954                 | 1954                 | 1959                 | 1960                 | 1960                 | 1962                 |
| Селище міського типу | Селище міського типу | Селище міського типу | Селище міського типу | Селище міського типу | Селище міського типу | Селище міського типу | Селище міського типу |
| -------------------- | -------------------- | -------------------- | -------------------- | -------------------- | -------------------- | -------------------- | -------------------- |
| Мяр'ямаа             |                      |                      |                      |                      |                      |                      |                      |
|                      |                      |                      |                      |                      |                      |                      |                      |
|                      |                      |                      |                      |                      |                      |                      |                      |
| Сільради             |                      |                      |                      |                      |                      |                      |                      |
| Алакюласька          |                      |                      |                      |                      |                      |                      |                      |
|                      |                      |                      |                      |                      |                      |                      |                      |
|                      |                      |                      |                      |                      |                      |                      |                      |
| Вайкнаська           |                      |                      |                      |                      |                      |                      |                      |
|                      |                      |                      |                      |                      |                      |                      |                      |
|                      |                      |                      |                      |                      |                      |                      |                      |
| Варболаська          |                      |                      |                      |                      |                      |                      |                      |
|                      |                      |                      |                      |                      |                      |                      |                      |
|                      |                      |                      |                      |                      |                      |                      |                      |
| Велізеська           |                      |                      |                      |                      |                      |                      |                      |
|                      |                      |                      |                      |                      |                      |                      |                      |
|                      |                      |                      |                      |                      |                      |                      |                      |
| Віґаласька           |                      |                      |                      |                      |                      |                      |                      |
|                      |                      |                      |                      |                      |                      |                      |                      |
|                      |                      |                      |                      |                      |                      |                      |                      |
| Ківі-Віґаласька      |                      |                      |                      |                      |                      |                      |                      |
|                      |                      |                      |                      |                      |                      |                      |                      |
|                      |                      |                      |                      |                      |                      |                      |                      |
| Кулламааська         |                      |                      |                      |                      |                      |                      |                      |
|                      |                      |                      |                      |                      |                      |                      |                      |
|                      |                      |                      |                      |                      |                      |                      |                      |

| Сільради     | 1950 | 1954 | 1954 | 1959 | 1960 | 1960 | 1962 |
| ------------ | ---- | ---- | ---- | ---- | ---- | ---- | ---- |
| Леевреська   |      |      |      |      |      |      |      |
|              |      |      |      |      |      |      |      |
|              |      |      |      |      |      |      |      |
| Лійвіська    |      |      |      |      |      |      |      |
|              |      |      |      |      |      |      |      |
|              |      |      |      |      |      |      |      |
| Лооднаська   |      |      |      |      |      |      |      |
|              |      |      |      |      |      |      |      |
|              |      |      |      |      |      |      |      |
| Мяр'ямааська |      |      |      |      |      |      |      |
|              |      |      |      |      |      |      |      |
|              |      |      |      |      |      |      |      |
| Паекюласька  |      |      |      |      |      |      |      |
|              |      |      |      |      |      |      |      |
|              |      |      |      |      |      |      |      |
| Пилліська    |      |      |      |      |      |      |      |
|              |      |      |      |      |      |      |      |
|              |      |      |      |      |      |      |      |
| Руссалуська  |      |      |      |      |      |      |      |
|              |      |      |      |      |      |      |      |
|              |      |      |      |      |      |      |      |
| Сіпаська     |      |      |      |      |      |      |      |
|              |      |      |      |      |      |      |      |
|              |      |      |      |      |      |      |      |
| Теенузеська  |      |      |      |      |      |      |      |
|              |      |      |      |      |      |      |      |
|              |      |      |      |      |      |      |      |

## Друкований орган
22 квітня 1951 року тричі на тиждень почала виходити газета «Kolhoosi Tõde» («Колхоозі Тиде», «Колгоспна правда»), друкований орган Мяр'ямааського районного комітету комуністичної партії Естонії та Мяр'ямааської районної ради депутатів трудящих. Останній номер вийшов 12 травня 1962 року.